# 鼠径ヘルニア
鼠径ヘルニア（そけいヘルニア）とは、上部の鼠径靭帯で鼠径部の皮下に出るヘルニアのこと。別名、脱腸（だっちょう）。

## 種類
鼠径ヘルニアは、脱出部位によって以下の3種類に分類される。
- 外鼠径ヘルニア：鼠径管を通って腸などが脱出するタイプ。解剖学的に男性に多い。
- 内鼠径ヘルニア：鼠径管外で腹壁の奥から脱出するタイプ。
- 大腿ヘルニア：鼠径部の下、大腿部に脱出が起こるタイプで、女性に多い傾向がある。

## 発病箇所と原因
睾丸が腹腔内に入ったり出たりする通路に腸が入り込んで起こる。腹腔外に出た腸が捩れて戻れなくなった場合、壊死を起こして生命に危険となる。
女性でも3％に発生するという報告がある。

男性に多い外側のヘルニアの場合、陰囊内で睾丸が異常な状態で下降するとき先天的に発病する。その時、腫瘤ができ、発病が確認される。ひどい場合陰囊に腫瘤ができる。
女性のヘルニアは、大陰唇皮下に発病。
腸管がねじれ嵌頓ヘルニアを併発する可能性があるため危険。

## 症状
代表的な症状は鼠径部の膨隆、違和感、不快感、または痛みである。立位時に症状が強く、仰臥位になることで軽減または消失する傾向がある。嵌頓（かんとん）を起こすと、疼痛が持続し、腸閉塞や腸壊死の原因となる。

## 診断
診断は問診、視診、触診を中心に行われる。ヘルニアの種類や他疾患との鑑別を目的として、超音波検査が併用されることがある。

## 治療
鼠径ヘルニア手術は、外科手術の中でも非常によく行われるもののひとつである。
- 高位結紮術
- メッシュで補綴する手術[6]
- 腹腔鏡手術 -  TAPP法、すなわち、Trans-Abdominal Pre-Peritoneal repair(経腹的腹膜外修復法)[7]

などがある。